# 池崎美盤
池崎 美盤（いけざき みわ、1973年5月12日 - ）は、東京都出身のフリーアナウンサーである。元テレビ西日本アナウンサー。

## 来歴
学習院大学を卒業後、1996年にテレビ西日本（TNC）にアナウンサーとして入社し、ニュース番組を中心に担当した。2000年3月にTNCを退職してフリーアナウンサーとなり、東京へ戻り4月に日本放送協会（NHK）と専属契約を交して『BSニュース50』キャスター、『お元気ですか日本列島』レポーター、『NHK海外ネットワーク』ナレーションなどを担当した。
2006年3月にNHKと契約が満了し、4月から『日経ブロードバンドニュース』でキャスターを務め、2007年4月から青年座映画放送に所属し、2017年からはモデル事務所の株式会社プレステージに所属した。
2009年1月に結婚して、2011年7月4日に第一子（長男）を出産した。

## 主な出演番組
- TNCスーパーニュース （1998年3月-2000年3月、テレビ西日本）
- BSニュース50 （2000年4月-番組終了（2004年10月）、NHK衛星第1テレビ）
- お元気ですか日本列島 （2004年4月-2004年9月、NHK総合テレビ）
- NHK海外ネットワーク （2004年4月-2004年9月、NHK総合テレビ）
- NHK BSニュース （番組開始（2004年11月）-2006年3月、NHK衛星第1テレビ）
- 列島ニュース （2004年12月-2006年3月、NHK衛星第1テレビ）
- 日経ブロードバンドニュース （2006年4月-2009年3月、日本経済新聞社）
- 警視庁捜査ファイル さくら署の女たち 第4話　MC役 （2007年8月、テレビ朝日）
- 日経CNBC
- 生活向上エンタテインメント （2009年4月-現在、BS TwellV）
- オルトロスの犬 第6話（2009年8月28日、TBS）
- ドラマ10・八日目の蝉　第1話「逃亡」アナウンサー役（2010年3月30日、NHK総合）